# Sacha Massot
Pour les articles homonymes, voir Massot.
Sacha Massot, né le 24 octobre 1983 à Tongres en Belgique, est un entraineur belge et ancien joueur professionnel de basket-ball.

## Biographie
Massot est l'entraîneur du Liège Basket, club évoluant en première division belge entre 2018 et 2020, il occupe également le poste de directeur technique du club amateur de l’ABC Waremme.